# Go Ape ゴー・エイプ
『Go Ape ゴー・エイプ』は、2009年3月28日21:00 - 22:55に、WOWOWで放送されたテレビドラマである。衛星放送普及のため2007年に開催された第1回WOWOWシナリオ大賞において大賞を受賞したシナリオをドラマWでテレビドラマ化したものである。
おやじ狩りにあったサラリーマンが不良行為少年たちに復讐するうちに、互いの暴力が不条理にエスカレートしていく模様をシニカルに描いた作品である。

## キャスト
- 尾子圭吾 : 岸谷五朗
- 荻原由紀夫 : 城田優
- 宇佐美刑事 : 杉本哲太
- 由紀夫の父・幸太郎 : 名高達男
- 若頭補佐・松田 : 金子賢
- 大淵刑事 : モロ師岡
- 間宮一輝 : 波岡一喜
- 尾子光代 : 李麗仙
- 尾子の上司・神楽坂 : 徳井優
- 尾子の同僚・京子 : 鈴木蘭々
- 由紀夫の母・綾子 : 中村久美
- 木村刑事 : 三上真史
- 由紀夫の友人・沢木 : 中川真吾
- 由紀夫の友人・梶井 : 遠藤要
- 一輝の子分・忠次 : 末高斗夢[3]

## スタッフ
- 脚本 - 杉山嘉一
- プロデューサー - 釜谷正一郎、椋樹弘尚
- 監督 - 大野伸介
- 音楽 - 林祐介